# Internationaux de Strasbourg 2001
Internationaux de Strasbourg 2001 — жіночий тенісний турнір, що проходив на відкритих кортах з ґрунтовим покриттям Centre Sportif de Hautepierre в Страсбургу (Франція). Це був 15-й турнір Internationaux de Strasbourg. Належав до серії Tier III в рамках Туру WTA 2001. Тривав з 21 до 26 травня 2001 року. Восьма сіяна Сільвія Фаріна-Елія здобула титул в одиночному розряді й отримала 27 тис. доларів США.

## Фінальна частина

### Одиночний розряд
Сільвія Фаріна-Елія —  Анке Губер 7–5, 0–6, 6–4
- Для Фаріни-Елії це був 1-й титул в одиночному розряді за кар'єру.

### Парний розряд
Сільвія Фаріна-Елія /  Ірода Туляганова —  Аманда Кетцер /  Лорі Макніл 6–1, 7–6(7–0)